# غينزا 6
جينزا سيكس هو مجمع تجاري فاخر يقع في منطقة جينزا في طوكيو. تم تطويره بشكل مشترك من قبل شركة موري بيلدينغ ‏ و جي فرونت ريتايلينغ ‏ وسوميتومو كوربوراتيون ‏ و  أل كاترتون للعقارات. اسم غينزا سيكس أو جي سيكس عنوان المبنى في جينزا 6-تشوم ‏, فضلاً عن الرغبة في تقديم تجربة تسوق «ست نجوم» إستثنائية.

## تاريخه
بني غينزا سيكس على موقع متجر ماتسوزاكايا السابق، الذي كان أول متجر في غينزا في ما مضى. تم افتتاح المجمع في 17 أبريل 2017، في حفل حضره رئيس الوزارء الياباني شينزو آبي و عمدة طوكيو يوريكو كويكي ورئيس مجلس إدارة أل كاترتون للعقارات برنار أرنو ورئيس ج. فرونت ريتايلينغ ريوتشي ياماموتو. ويعد من أكبر مساحات التجزئة في غينزا.

## فن العمارة
يحتوي المبنى على مساحة تصل إلى 241 متجراً، بما في ذلك المرافق الرئيسية لفندي، كينزو ‏، فيفيان ويستوود، ألكسندر ماكوين، إيف سان لوران وفان كليف آند آربلز. كما يحتوي على ستة طوابق من المساحات المكتبية (الطوابق 7-12) و 24 مطعماً ومقهى وقاعة للولائم ومسرح نو بمساحة 480 مقعداً وحديقة على السطح بمساحة 4000 متر مربع. وهناك محطة للحافلات السياحية، ومركز المعلومات السياحية، وتبادل العملات وخدمات الإعفاء التي تلبي احتياجات السياح.

## وصلات خارجية
- https://ginza6.tokyo GINZA SIX official website